# Eustomias brevibarbatus
Eustomias brevibarbatus är en fiskart som beskrevs av Parr 1927. Eustomias brevibarbatus ingår i släktet Eustomias och familjen Stomiidae. Inga underarter finns listade i Catalogue of Life.